# تپه الیکایی
تپه الیکایی مربوط به دوران پیش از تاریخ ایران باستان است و در شهرستان شاهرود، بخش بسطام، دهستان خرقان، غرب روستای الیکایی واقع شده و این اثر در تاریخ ۷ اسفند ۱۳۸۶ با شمارهٔ ثبت ۲۱۴۰۴ به‌عنوان یکی از آثار ملی ایران به ثبت رسیده است.